# Wauldby
Wauldby var en civil parish från 1866 till 1935 då den blev en del av Welton, i grevskapet East Riding of Yorkshire, i England. Civil parish var belägen 12 km från Beverley och hade 51 invånare år 1931. Byar nämndes i Domedagsboken (Domesday Book) år 1086, och kallades då Walbi.